# Jacques Sylvain Gelin Hyppolite
Jacques Sylvain Gelin Hyppolite, född 1784 och död 30 januari 1857, var en haitisk politiker och en av tre medlemmar av Statssekreterarnas råd 15 april-16 april 1845. Dessa verkade som Haitis statschefer under de två dagarna. Han var far till den blivande presidenten Florvil Hyppolite.